# (385201) 1999 RN215
(385201) 1999 RN215 est un objet transneptunien faisant partie des cubewanos.

## Caractéristiques
(385201) 1999 RN215 mesure environ 210 km de diamètre.